# Heiligkreuz (Pleystein)

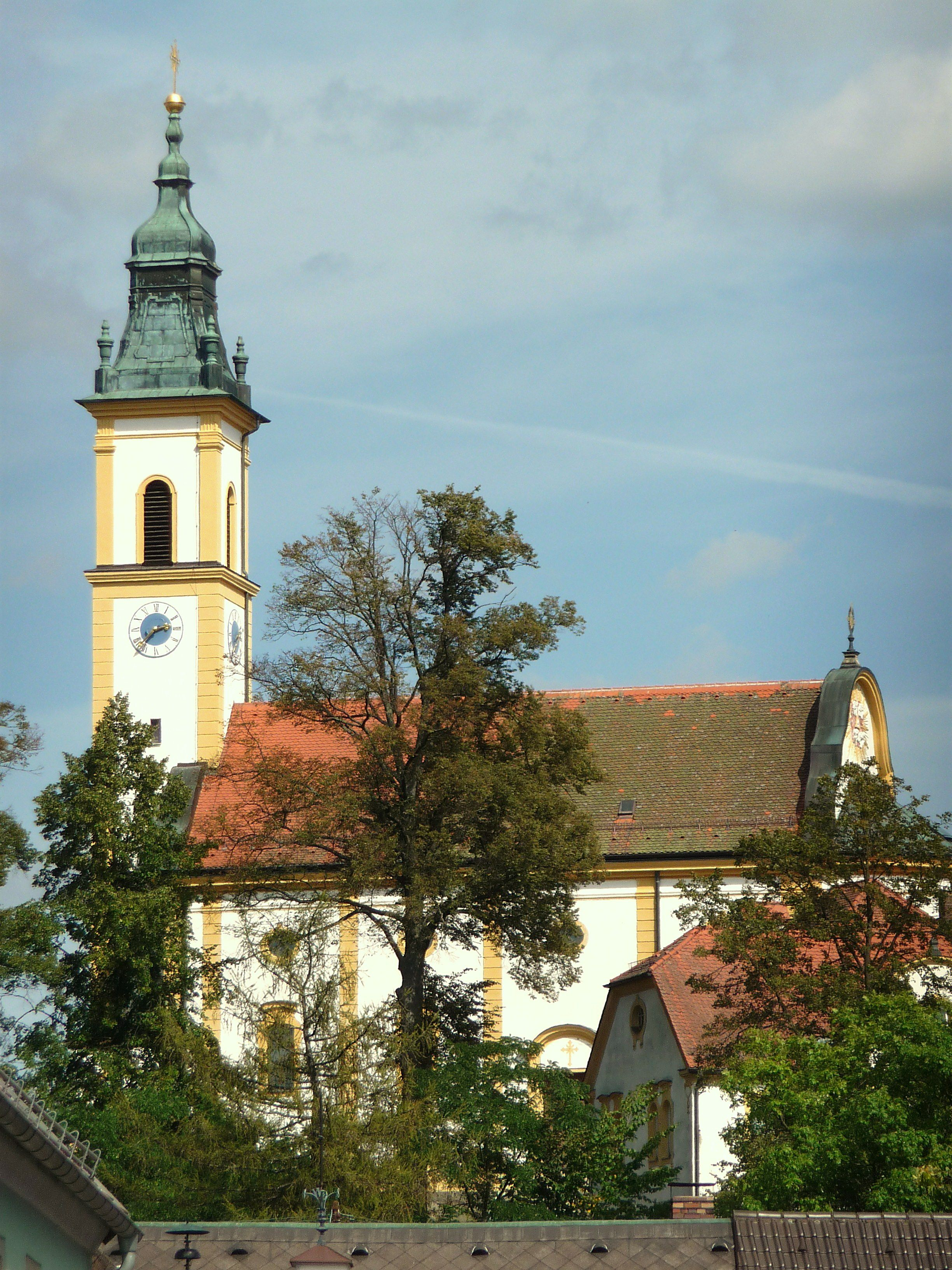
Wallfahrtskirche Heiligkreuz in Pleystein

Die römisch-katholische Wallfahrtskirche Heiligkreuz, auch  Kreuzbergkirche genannt, liegt auf dem sogenannten Kreuzberg in der oberpfälzischen Stadt Pleystein und gehört zu der „Pfarrei Pleystein“.

## Geschichte

### Wallfahrt auf den Kreuzberg
Der Schreinermeister Frank restaurierte 1746 ein Kreuz, das er auf dem Dachboden der Pfarrkirche gefunden hatte. Danach befestigte er es an einem Baum in der Nähe der Einöde Hohenberg und stellte auch einen Opferstock auf. Bei dem Kruzifix, das etwa eine halbe Stunde von der Pleysteiner Pfarrkirche entfernt im Wald aufgestellt war, sollten sich Wunder ereignet haben; seit 1746 kamen Gläubige dorthin, um zu beten. Der in Hohenberg 1776 aufgestellte Opferstock befindet sich seit 1839 auf dem Kreuzberg.
Im Laufe der Zeit fanden sich ganze Gruppen von Wallfahrern ein und die Opfergelder erreichten fast 900 fl. Der Wunsch der Gläubigen, hier eine Kapelle zu errichten, wurde vom Bistum Regensburg abgelehnt und Bischof Anton Ignaz von Fugger-Glött ordnete an, das Kreuz in die Pfarrkirche zu bringen, was am 24. April 1780 auch geschah. Nun setzten die ersten Prozessionen ein; die meisten Wallfahrer kamen aus der nördlichen Oberpfalz und aus Böhmen. Einen Rückschlag erlitten die Wallfahrten in der Zeit der Aufklärung, sie wurden als „Aberglauben und religiöser Unfug“ bezeichnet und schließlich von der Regierung in Amberg verboten. 1814 waren die Wallfahrten so gut wie erledigt, aber durch die Weihe der Kreuzbergkirche im gleichen Jahr nahmen sie einen neuen Aufschwung. Neben Geld wurde auch Flachs gespendet, auch sog. „Anhängergeld“, also Silbertaler, Ehe- und Ohrringe, die dann verkauft wurden. Bei den Bauern war es auch Sitte, nach dem erfolgreichen Kalben die erste Butter für das Ewige Licht am Kreuzberg zu spenden. Viele Votivbilder wurden als Dank für eine Heilung gestiftet; diese sind alle bei dem Kirchenbrand von 1901 vernichtet worden. Die Wallfahrten finden auch in der Gegenwart statt und für manche Oberpfälzer gilt, „ein Jahr ohne Wallfahrt nach Pleystein ist für viele von ihnen ein verlorenes Jahr“.

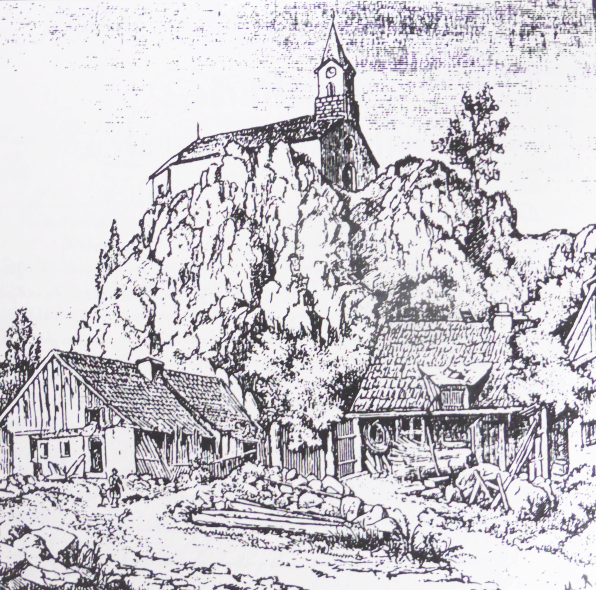
Kreuzbergkirche in Pleystein um 1860

### Errichtung der ersten Wallfahrtskirche
Auf dem Kreuzberg befand sich seit dem 13. Jahrhundert die Burg Pleystein, die im 17. Jahrhundert wegen Baufälligkeit abgetragen wurde. 1814 hatte der Kooperator Max Schüller den Traum, er trage ein Kreuz auf den Schlossberg; auch der Besitzer des Finkenhammers, Johann Adam Wittmann, hatte denselben Traum und spendete Geld, um auf dem Schlossberg eine Kapelle zu errichten. Im Jahre 1814 erwarb der Gemeindevorsteher Andreas Walbrunn in einer öffentlichen Versteigerung den Schloßberg für die Stadt Pleystein vom Bayerischen Staat für 22 fl für den Bau einer Kirche, der Berg wird seitdem „Kreuzberg“ genannt. Am 1. Juni 1814 wurde der Grundstein für die erste Kreuzbergkirche gelegt und mit viel Mühen mit dem Bau begonnen; da kein Fahrweg auf den Berg führte, mussten alle Baumaterialien hinaufgetragen werden. Im religiösen Überschwang hatte man vergessen, eine Genehmigung für den Bau einzuholen und so konnte es nicht ausbleiben, dass durch das königliche Landgericht Vohenstrauß am 15. September 1814 alle Bauarbeiten verboten wurden und ein Abbruch des entstehenden Gebäudes erwogen wurde. Nach einem Schriftwechsel, bei dem der Stadtpfarrer Joseph Mayer auf die in Pleystein bestehende Wallfahrt und auf die freiwilligen Leistungen der Bürger für den Kirchenbau verwies, wurde die nachträgliche Baugenehmigung für den Kirchenbau und die Anlage eines Kreuzweges
am 1. August 1815 durch den Landrichter Haunold erteilt. Mit Genehmigung des Bischöflichen Ordinariats von Regensburg wurde durch Bischof Karl Theodor von Dalberg die Genehmigung zur Einweihung der Kirche durch den Stadtpfarrer erteilt und am 13. September 1814 wurde die Kirche durch den Pfarrer benediziert.
Am 18. September 1814 erfolgte die Translokation des wundertätigen Kruzifixes auf den Kreuzberg, wobei Pfarrer Johann Baptist Kastner von Miesbrunn das Kreuz selbst von der Pfarrkirche auf den Berg trug. Es wurde am Hochaltar aufgestellt. Für die Kirche wurde durch Papst Pius VII. ein vollkommener Ablass für sieben Jahre nach der Einweihung der Kirche gewährt. Am 9. Mai 1841 erfolgte die Konsekration der Kirche durch Weihbischof Bonifaz Kaspar von Urban.
Da die Kirche – man sollte eher von einer größeren Kapelle sprechen – die Menge der Gläubigen bei den kirchlichen Festen nicht fassen konnte, kam 1847 der Plan auf, die Kirche um sechs Meter zu erweitern, zudem sollte anstatt des hölzernen Dachreiters ein neuer Kirchturm mit einem spitzen Pyramidendach errichtet werden. Am 26. Mai 1847 begann man mit dem Aushub und am nächsten Tag wurde der Grundstein für die erneuerte Kirche durch Stadtpfarrer Cölestin Greger gelegt. Über dem Eingangsportal wurde der Kirchturm aus Sandstein errichtet. Auf diesem war auch eine Uhr angebracht, die von der Firma Mannhart aus München geliefert wurde.

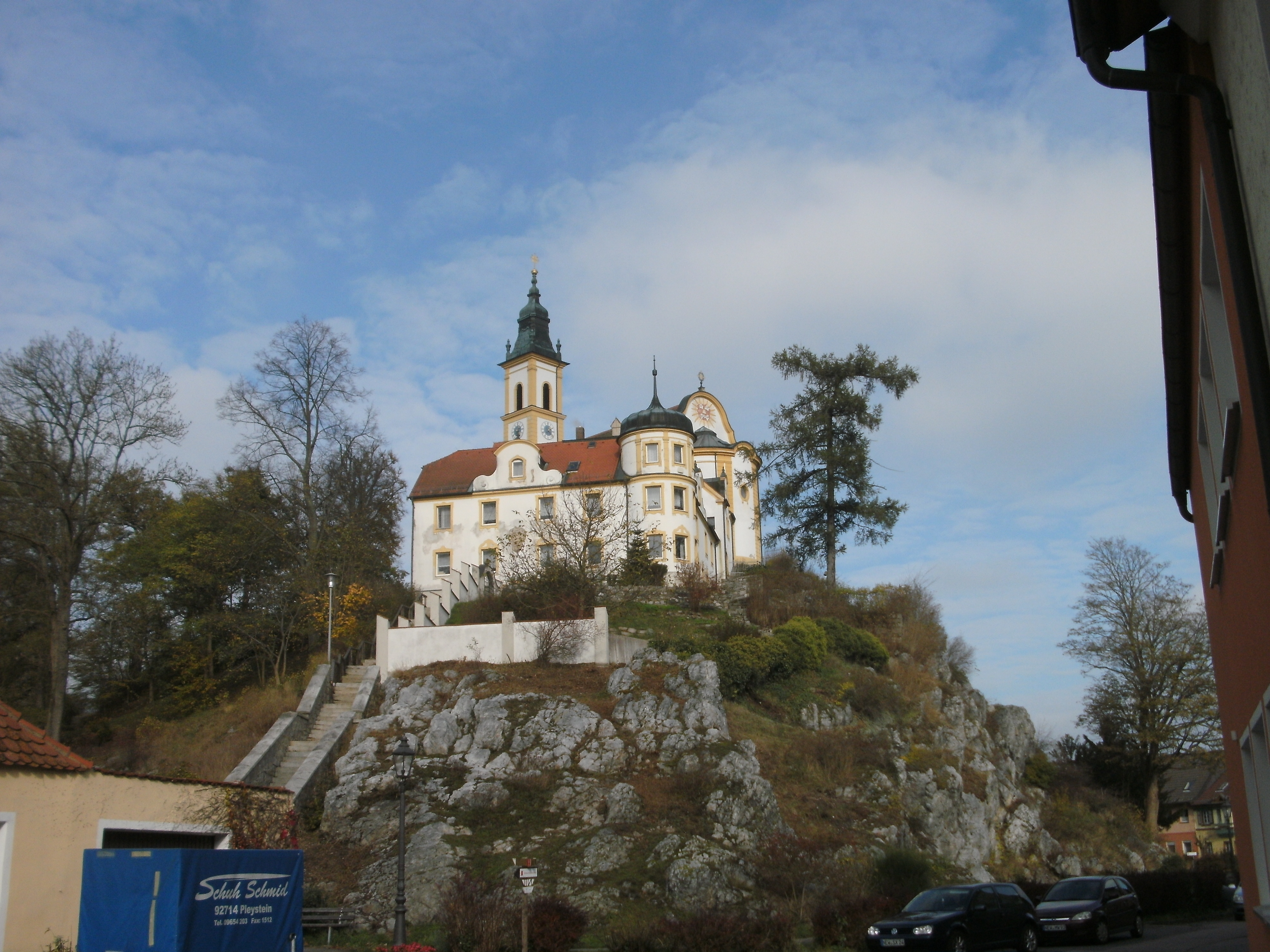
Kreuzbergkirche mit Salesianerkloster in Pleystein (2014)

### Geschichte der heutigen Kreuzbergkirche
Am 10. Juli 1901 brach der große Stadtbrand in Pleystein aus, der auch die Kreuzbergkirche erfasste und diese mit der ganzen Innenausstattung vernichtete. Noch im gleichen Jahr fasste die Bürgerschaft den Entschluss, die Kirche in größerer Form und im Barockstil wieder aufzubauen. Der neue Kirchturm sollte an der Nordseite platziert und die Sakristei wesentlich vergrößert werden. Die Pläne für die Kirche wurden von der Firma Joseph Koch und Heinrich Hauberrisser erstellt. Von der Freiwilligen Feuerwehr Pleystein wurde eine neue Kirchturmuhr gespendet; diese wurde von Eduard Strobl aus Regensburg angefertigt. Am 16. Mai 1908 wurde die Kirche von Bischof Anton von Henle konsekriert.
Eine Nachbildung des Wallfahrtkreuzes wurde von Tobias Weiß aus Nürnberg gefertigt; gestiftet wurde es von Prinzessin de la Pac und ihrem Gemahl Prinz Ludwig Ferdinand. Es wurde am 19. September 1901 auf den Kreuzberg getragen; geweiht wurde es am 24. Juli 1902 im Dom zu Regensburg. 1955 ließ Pater Bartholomäus Lunz einen Seidenteppich als Hintergrund für das Kreuz von dem Münchener Künstler Roland Friedrich anfertigen. Auf ihm ist die Verherrlichung des Kreuzes durch Engel, Sonne, Mond und Sterne dargestellt.
Bei der Kirche wurde 1929 eine Lourdesgrotte von Josef Kam, einen nach Buffalo ausgewanderten Pleysteiner, gestiftet. Die Figur wurde von Hans Loibl aus Carrara-Marmor gefertigt.
Der schadhaft gewordene Kirchturm musste 1970 bis zum Fundament abgetragen werden und 1971 neu errichtet werden. Bei der Außenrenovierung wurde auch die Farbe der Kirche mit abgesetzten Lisenen einheitlich gestaltet.

## Innengestaltung
Der erste Hochaltar wurde von der nach der Säkularisation profanierten Nikolaikirche in Nabburg gekauft und durch den Maler Thaddäus Rabusky aus Neustadt an der Waldnaab neu gefasst; das alte Wallfahrtskreuz war in ihn integriert. Von ihm stammten auch die beiden Bilder auf beiden Seiten des Altars. Auch die Kanzel stammte aus der Nikolaikirche und wurde durch den Bildhauer und Maler Trautmann aus Tirschenreuth neu gefasst. Die beiden Seitenaltäre, dem hl. Aloisius und der Muttergottes geweiht, fertigte der Schreiner Joseph Lochmüller, eine Orgel wurde aus Amberg zugekauft. Bei dem Stadtbrand von 1901 verbrannte ist die Inneneinrichtung vollständig.
Die Innenausstattung für die neu errichtete Kirche stammt von dem Bildhauer Hans Loibl von Stadtamhof; er lieferte 1907 auch die Kreuzwegstationen. Bei dem Bau war aus Geldmangel vorerst auf Malereien verzichtet worden, aber Flächen mit Stuckrahmen waren für eine spätere Ausmalung vorgesehen. Unter Pater Marcus Amann wurde 1931 dazu der Kunstmaler G. Lauterbacher aus Regensburg beauftragt. Im Chor wird die Opferung Isaaks dargestellt, rechts befindet sich der Prophet Jeremia und links Isaias. Das Deckengemälde stellt das Jüngste Gericht dar. Zudem sind im Langhaus die Kreuzauffindung und eine Krankenheilung durch die Kreuzberührung dargestellt. In zehn weiteren Kartuschen werden Szenen aus dem Alten Testament gezeigt.

## Orgel
Für die neue Kirche am Kreuzberg wurde eine 1907 gebaute Orgel der Firma Martin Binder und Sohn angeschafft. Sie hat elf Register auf zwei Manualen und Pedal.

## Glocken
Die Glocken der ersten Kirche wurden 1814 in Regensburg gegossen, eine davon war 1888 gesprungen und wurde durch eine Glocke von Joseph Anton Spannagl ersetzt. Alle diese Glocken zerschmolzen bei dem Kirchenbrand von 1901.
1902 wurde die Glockengießerei Johann Hahn aus Landshut mit der Lieferung von drei Glocken beauftragt. Diese konnten im Ersten Weltkrieg vor der Ablieferung bewahrt werden, jedoch nicht im Zweiten Weltkrieg. Die drei Glocken wurden am 11. Juni 1942 für Kriegszwecke abgenommen. Nach Kriegsende kam aber die große Glocke (Glockenton gis, Gewicht 500 kg, Abbild „Schmerzhafte Muttergottes“) wieder zurück. Die Glockengießerei Otto in Bremen lieferte zwei weitere Glocken: eine war auf den Ton h gestimmt, hatte ein Gewicht von 320 kg, Abbild „Der Weltenrichter“, Aufschrift In Nomine Domini, Pleystein 1949, die andere, die „St. Augustin-Glocke“ zeigt die Inschrift St. Augustinus ora pro nobis, Pleystein 1949 und ist auf den Ton d gestimmt. Am 13. November 1949 wurden die Glocken von Stadtpfarrer Wittmann geweiht.
Nach der Wiedererrichtung des Kirchturms 1971 wurde darauf geachtet, das Geläut an das der Pfarrkirche anzupassen. d. h. es mussten neue Glocken, diesmal von der Glockengießerei Rudolf Perner aus Passau, beschafft werden. Jetzt besitzt die Kirche vier Glocken: es sind dies die Glocken Heilig Kreuz, Muttergottes, Franz von Sales und hl. Josef, letztere ist die Sterbeglocke. Am 19. September 1971 wurde die Weihe von Domkapitular Edmund Stauffer vollzogen.

## Baulichkeit
Die heutige Kirche auf dem Kreuzberg ist eine Saalkirche mit einem Steildach und einem halbrund geschlossenen Chor. Der Kirchturm steht auf der Nordseite und ist mit einer Glockenhaube abgeschlossen. Die Turmhöhe beträgt 20 m. Die Anlage sollte eigentlich im romanischen Stil gebaut werden, wurde aber im neobarocken Stil errichtet. Vor der Kirche ist eine Stufenanlage mit Granitstufen und einer Brüstungsmauer aus Bruchsteinen mit Deckplatten.